# 浅見述造
浅見述造は、江戸時代の武士。
名は端という。
浅見栄三郎の三男として生まれた。次男の次郎彦（巌之丞）が児玉家に養子に出て、その後幕府恭順派に暗殺された。長男の安之丞も同様に幕府恭順派の富山源次郎によって捕らわれ後に暗殺され、三男の端が三番町浅見家を継いだ。端が家督を継いだ時点では明治になっており、徳山藩一刀流指南番浅見栄三郎の流派の唯心一刀流の継承は不明。ただ児玉源太郎への書簡のやり取りに絶えず栄三郎と連名で名前を記しており、端の武芸の記録は残っていないが端もそれなりの武芸の訓練は受けていると想像できる。その後端の長男である栄熊が三番町浅見家の家督を継ぎ、児玉源太郎創設の私設「児玉文庫」の主事を務めた。